# Pokrowka (Charzysk)
Pokrowka (ukrainisch und russisch Покровка) ist eine Siedlung städtischen Typs im Osten der Ukraine in der Oblast Donezk mit etwa 170 Einwohnern.
Die Siedlung städtischen Typs befindet sich im Südosten des Stadtgebiets von Charzysk, etwa 15 Kilometer vom Stadtzentrum von Charzysk und 30 Kilometer östlich vom Oblastzentrum Donezk entfernt am Fluss Krynka gelegen.
Verwaltungstechnisch gehört der Ort zur Stadtgemeinde von Charzysk und ist hier wiederum zusammen mit 4 anderen Siedlungen städtischen Typs sowie einem Dorf der Siedlungsratsgemeinde von Trojizko-Charzysk untergeordnet.
Der Ort trug früher den Namen Pokrowskyj und stellt eine Tochtersiedlung vom südöstlich gelegenen Dorf Pokrowka im Rajon Amwrossijiwka dar, er hat seit 1957 den Status einer Siedlung städtischen Typs. Im Verlauf des Ukrainekrieges wurde der Ort 2014 durch Separatisten der Volksrepublik Donezk besetzt.